# Auto GP 2012
La saison 2012 des Auto GP World Series est la troisième année de l'Auto GP, la quatorzième saison de l'ancien Euroseries 3000. Le championnat débute le 11 mars à Monza et s'achève le 23 septembre sur l'Infineon Raceway à Sonoma, après sept meetings. Adrian Quaife-Hobbs remporte cette compétition.
Les courses sprint de chaque meeting durera plus longtemps qu'auparavant - un minimum de 90 km - tout en introduisant un arrêt obligatoire pendant la course. L'Auto GP a également introduit un système overboost, déjà utilisé dans le Championnat FIA de Formule 2. Le système de points pour la deuxième course a également été modifié.

## Engagés
| Équipe                   | No. | Pilote              | Manches |
| ------------------------ | --- | ------------------- | ------- |
| Campos Racing            | 1   | Facu Regalia        | 1–5     |
| Campos Racing            | 1   | Pippa Mann          | 7       |
| Campos Racing            | 2   | Giuseppe Cipriani   | Toutes  |
| Campos Racing            | 3   | Max Snegirev        | Toutes  |
| Team MLR71               | 5   | Sergio Campana      | 1–5     |
| Team MLR71               | 5   | Giacomo Ricci       | 7       |
| Team MLR71               | 71  | Michele La Rosa     | Toutes  |
| Virtuosi UK              | 6   | Matteo Beretta      | 1       |
| Virtuosi UK              | 6   | Sten Pentus         | 2       |
| Virtuosi UK              | 6   | Francesco Dracone   | 3–7     |
| Virtuosi UK              | 7   | Pål Varhaug         | Toutes  |
| Zele Racing              | 8   | Giacomo Ricci       | 1, 3    |
| Zele Racing              | 8   | Matteo Beretta      | 2       |
| Zele Racing              | 8   | Sten Pentus         | 4–5     |
| Zele Racing              | 8   | Sergio Campana      | 7       |
| Zele Racing              | 9   | Peter Milavec       | 2       |
| Zele Racing              | 9   | Juan Carlos Sistos  | 5       |
| Zele Racing              | 9   | Antônio Pizzonia    | 7       |
| Super Nova International | 10  | Adrian Quaife-Hobbs | Toutes  |
| Super Nova International | 11  | Victor Guerin       | 1–5     |
| Euronova Racing          | 12  | Sergey Sirotkin     | Toutes  |
| Euronova Racing          | 14  | Antonio Spavone     | 1–5     |
| Euronova Racing          | 14  | Sergio Campana      | 6       |
| Euronova Racing          | 14  | Kotaro Sakurai      | 7       |
| Ombra Racing             | 23  | Adderly Fong        | 1, 4    |
| Ombra Racing             | 23  | Yann Cunha          | 2–3     |
| Ombra Racing             | 23  | Antônio Pizzonia    | 6       |
| Ombra Racing             | 23  | Antonio Spavone     | 7       |
| Ombra Racing             | 45  | Giancarlo Serenelli | 1–5, 7  |
| Ombra Racing             | 45  | Rafael Suzuki       | 6       |
| Manor MP Motorsport      | 32  | Daniël de Jong      | Toutes  |
| Manor MP Motorsport      | 33  | Chris Van der Drift | 1–6     |

## Règlement
- Les points pour les deux championnats ont été attribués selon le modèle suivant :

| Course     | Course | Course | Course | Course | Course | Course | Course | Course | Course | Course |
| Position   | 1st    | 2nd    | 3rd    | 4th    | 5th    | 6th    | 7th    | 8th    | 9th    | 10th   |
| ---------- | ------ | ------ | ------ | ------ | ------ | ------ | ------ | ------ | ------ | ------ |
| 1re course | 25     | 18     | 15     | 12     | 10     | 8      | 6      | 4      | 2      | 1      |
| 2e course  | 20     | 15     | 12     | 10     | 8      | 6      | 4      | 3      | 2      | 1      |

En outre:
- Un point sera attribué pour la pole position pour la première course.
- Un point sera attribué pour le meilleur tour de chaque course.

## Courses de la saison 2012
| Manche | Manche | Date         | Événement                                      | Circuit                             | Lieu      | Pays                   |
| ------ | ------ | ------------ | ---------------------------------------------- | ----------------------------------- | --------- | ---------------------- |
| 1      | C1     | 10 mars      | WTCC Course d'Italie                           | Autodromo Nazionale Monza           | Monza     | Italie                 |
| 1      | C2     | 11 mars      | WTCC Course d'Italie                           | Autodromo Nazionale Monza           | Monza     | Italie                 |
| 2      | C1     | 31 mars      | WTCC Course d'Espagne                          | Circuit Ricardo Tormo               | Cheste    | Espagne                |
| 2      | C2     | 1er avril    | WTCC Course d'Espagne                          | Circuit Ricardo Tormo               | Cheste    | Espagne                |
| 3      | C1     | 14 avril     | WTCC Course du Maroc / Grand Prix de Marrakech | Circuit urbain de Marrakech         | Marrakech | Maroc                  |
| 3      | C2     | 15 avril     | WTCC Course du Maroc / Grand Prix de Marrakech | Circuit urbain de Marrakech         | Marrakech | Maroc                  |
| 4      | C1     | 5 mai        | WTCC Course de Hongrie                         | Hungaroring                         | Mogyoród  | Hongrie                |
| 4      | C2     | 6 mai        | WTCC Course de Hongrie                         | Hungaroring                         | Mogyoród  | Hongrie                |
| 5      | C1     | 2 juin       | WTCC Course du Portugal                        | Autódromo Internacional do Algarve  | Portimao  | Portugal               |
| 5      | C2     | 3 juin       | WTCC Course du Portugal                        | Autódromo Internacional do Algarve  | Portimao  | Portugal               |
| 6      | C1     | 21 juillet   | WTCC Course du Brésil                          | Autódromo Internacional de Curitiba | Pinhais   | Brésil                 |
| 6      | C2     | 22 juillet   | WTCC Course du Brésil                          | Autódromo Internacional de Curitiba | Pinhais   | Brésil                 |
| 7      | C1     | 22 septembre | WTCC Course des États-Unis d'Amérique          | Infineon Raceway                    | Sonoma    | Californie, États-Unis |
| 7      | C2     | 23 septembre | WTCC Course des États-Unis d'Amérique          | Infineon Raceway                    | Sonoma    | Californie, États-Unis |

## Résultats
| Manches | Manches | Événement                                      | Pole Position       | Meilleur tour       | Pilote vainqueur    | Équipe gagnante          |
| ------- | ------- | ---------------------------------------------- | ------------------- | ------------------- | ------------------- | ------------------------ |
| 1       | C1      | WTCC Course d'Italie                           | Adrian Quaife-Hobbs | Sergey Sirotkin     | Adrian Quaife-Hobbs | Super Nova International |
| 1       | C2      | WTCC Course d'Italie                           |                     | Sergey Sirotkin     | Pål Varhaug         | Virtuosi UK              |
| 2       | C1      | WTCC Course d'Espagne                          | Adrian Quaife-Hobbs | Sergey Sirotkin     | Sergey Sirotkin     | Euronova Racing          |
| 2       | C2      | WTCC Course d'Espagne                          |                     | Sergey Sirotkin     | Adrian Quaife-Hobbs | Super Nova International |
| 3       | C1      | WTCC Course du Maroc / Grand Prix de Marrakech | Sergey Sirotkin     | Sergio Campana      | Sergio Campana      | Team MLR71               |
| 3       | C2      | WTCC Course du Maroc / Grand Prix de Marrakech |                     | Sergey Sirotkin     | Chris Van der Drift | Manor MP Motorsport      |
| 4       | C1      | WTCC Course de Hongrie                         | Adrian Quaife-Hobbs | Adrian Quaife-Hobbs | Adrian Quaife-Hobbs | Super Nova International |
| 4       | C2      | WTCC Course de Hongrie                         |                     | Adrian Quaife-Hobbs | Pål Varhaug         | Virtuosi UK              |
| 5       | C1      | WTCC Course du Portugal                        | Adrian Quaife-Hobbs | Adrian Quaife-Hobbs | Adrian Quaife-Hobbs | Super Nova International |
| 5       | C2      | WTCC Course du Portugal                        |                     | Adrian Quaife-Hobbs | Adrian Quaife-Hobbs | Super Nova International |
| 6       | C1      | WTCC Course du Brésil                          | Adrian Quaife-Hobbs | Daniël de Jong      | Antônio Pizzonia    | Ombra Racing             |
| 6       | C2      | WTCC Course du Brésil                          |                     | Pål Varhaug         | Antônio Pizzonia    | Ombra Racing             |
| 7       | C1      | WTCC Course des États-Unis d'Amérique          | Adrian Quaife-Hobbs | Daniël de Jong      | Pål Varhaug         | Virtuosi UK              |
| 7       | C2      | WTCC Course des États-Unis d'Amérique          |                     | Daniël de Jong      | Sergey Sirotkin     | Euronova Racing          |

## Classement

### Pilotes
| Classement | Pilote              | Pays             | Équipe                   | Nombre de points |
| ---------- | ------------------- | ---------------- | ------------------------ | ---------------- |
| 1er        | Adrian Quaife-Hobbs | Royaume-Uni      | Super Nova International | 221              |
| 2e         | Pål Varhaug         | Norvège          | Virtuosi UK              | 183              |
| 3e         | Sergey Sirotkin     | Russie           | Euronova Racing          | 175              |
| 4e         | Chris Van der Drift | Nouvelle-Zélande | Manor MP Motorsport      | 127              |
| 5e         | Daniël de Jong      | Pays-Bas         | Manor MP Motorsport      | 104              |
| 6e         | Sergio Campana      | Italie           | Team MLR71               | 90               |
| 7e         | Facu Regalia        | Argentine        | Campos Racing            | 68               |
| 8e         | Victor Guerin       | Brésil           | Super Nova International | 46               |
| 9e         | Antônio Pizzonia    | Brésil           | Ombra Racing             | 45               |
| 10e        | Antonio Spavone     | Italie           | Euronova Racing          | 41               |
| 11e        | Giacomo Ricci       | Italie           | Zele Racing              | 40               |
| 12e        | Giancarlo Serenelli | Venezuela        | Ombra Racing             | 34               |
| 13e        | Max Snegirev        | Russie           | Campos Racing            | 34               |
| 14e        | Giuseppe Cipriani   | Italie           | Campos Racing            | 18               |
| 15e        | Sten Pentus         | Estonie          | Virtuosi UK Zele Racing  | 14               |
| 16e        | Francesco Dracone   | Italie           | Virtuosi UK              | 14               |
| 17e        | Rafael Suzuki       | Brésil           | Ombra Racing             | 12               |
| 18e        | Yann Cunha          | Brésil           | Ombra Racing             | 8                |
| 19e        | Kotaro Sakurai      | Japon            | Euronova Racing          | 6                |
| 20e        | Pippa Mann          | Royaume-Uni      | Campos Racing            | 5                |
| 21e        | Adderly Fong        | Chine            | Ombra Racing             | 4                |
| 22e        | Michele La Rosa     | Italie           | Team MLR71               | 4                |
| 23e        | Juan Carlos Sistos  | Mexique          | Zele Racing              | 2                |

### Trophée des moins de 21 ans
| Classement | Pilote              | Pays        | Équipe                   | Nombre de points |
| ---------- | ------------------- | ----------- | ------------------------ | ---------------- |
| 1er        | Adrian Quaife-Hobbs | Royaume-Uni | Super Nova International | 234              |
| 2e         | Sergey Sirotkin     | Russie      | Euronova Racing          | 181              |
| 3e         | Pål Varhaug         | Norvège     | Virtuosi UK              | 173              |
| 4e         | Daniël de Jong      | Pays-Bas    | Manor MP Motorsport      | 109              |
| 5e         | Facu Regalia        | Argentine   | Campos Racing            | 96               |
| 6e         | Antonio Spavone     | Italie      | Euronova Racing          | 74               |
| 7e         | Victor Guerin       | Brésil      | Super Nova International | 66               |
| 8e         | Yann Cunha          | Brésil      | Ombra Racing             | 24               |
| 9e         | Matteo Beretta      | Italie      | Zele Racing              | 9                |
| 10e        | Juan Carlos Sistos  | Mexique     | Zele Racing              | 6                |

### Écurie
| Classement | Écurie                   | Pays        | Nombre de points |
| ---------- | ------------------------ | ----------- | ---------------- |
| 1er        | Super Nova International | Royaume-Uni | 267              |
| 2e         | Manor MP Motorsport      | Pays-Bas    | 231              |
| 3e         | Euronova Racing          | Italie      | 211              |
| 4e         | Virtuosi UK              | Royaume-Uni | 199              |
| 5e         | Campos Racing            | Espagne     | 125              |
| 6e         | Ombra Racing             | Italie      | 117              |
| 7e         | Team MLR71               | Italie      | 77               |
| 8e         | Zele Racing              | Autriche    | 68               |